# دج دريغ
دج دريغ (بالفارسية: دج دریگ) هي قرية تقع في البلدة المركزية في إيران. يقدر عدد سكانها بـ 239 نسمة بحسب إحصاء 2016.